# SAGE (система наведения)

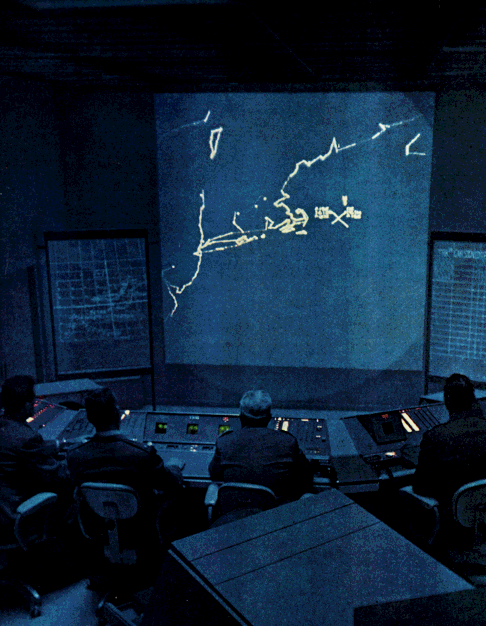
Центр управления системы SAGE

SAGE (англ. Semi Automatic Ground Environment, «СЕЙДЖ») — американская система полуавтоматической координации действий перехватчиков путём программирования их автопилотов по радио находящимися на земле компьютерами. Создана в конце 1950-х годов.

## Описание
Согласно схеме построения американской системы ПВО, информация с радиолокационных станций (РЛС) о вторгшихся самолётах противника передавалась в региональный центр управления, который, в свою очередь, управлял действиями перехватчиков. После того как перехватчики поднимались в воздух, их наведение происходило по сигналам системы SAGE. Система наведения, работавшая по данным централизованной сети РЛС, обеспечивала выведение перехватчика в район цели без участия пилота. В свою очередь центральный командный пункт ПВО Северной Америки должен был координировать действия региональных центров и осуществлять общее руководство.
Программу SAGE утвердили в 1954 году. Принятая на вооружение в 1963 году, система SAGE представляла собой одну из первых крупномасштабных глобальных компьютерных сетей и стала предшественником системы управления НОРАД.
Фирмой IBM совместно с Массачусетским технологическим институтом (MIT) для системы был разработан компьютер IBM AN/FSQ-7. Этот самый большой из когда-либо построенных компьютеров весил 250 тонн, занимал площадь в 20 тыс. кв. футов и потреблял более 1 МВт электроэнергии.
В 1958 году руководство MIT учредило организацию Mitre Corporation для управления системой SAGE и ее последующим развитием.
В 1968 году в ходе программы SAGE создали сеть ARPANET (Advanced Research Projects Agency Network) — предшественник современного Интернета.